# Sec-butylacetaat
sec-butylacetaat, vaak ook geschreven als s-butylacetaat, is een ontvlambare organische verbinding, meer precies een ester, met als brutoformule C6H12O2. De stof komt voor als een kleurloze vloeistof met een zoete geur, die matig tot goed oplosbaar is in water. sec-butylacetaat kent een aantal structuurisomeren, waarvan 3 ook acetaten zijn:
- n-butylacetaat
- Isobutylacetaat
- tert-butylacetaat

## Synthese
sec-butylacetaat kan bereid worden door verestering van azijnzuur met 2-butanol, met zwavelzuur als katalysator:

## Toepassingen
sec-butylacetaat wordt gebruikt als oplosmiddel voor onder meer vernis en verf.

## Toxicologie en veiligheid
sec-butylacetaat reageert met sterk oxiderende stoffen, sterke zuren en sterke basen, waardoor brand- en ontploffingsgevaar ontstaat.
De damp is matig irriterend voor de ogen en de luchtwegen. sec-butylacetaat kan effecten hebben op het centraal zenuwstelsel en blootstelling ver boven de toegestane blootstellingsgrenzen kan het bewustzijn verminderen.